# 흰꼬리사슴
흰꼬리사슴(Odocoileus virginianus, 영어: white-tailed deer, whitetail) 또는 버지니아 사슴(영어: Virginia deer)은 미국 전역의 삼림 지역과 캐나다, 멕시코, 중앙아메리카 그리고 페루와 볼리비아와 같은 남아메리카에서 발견되는 중형 크기의 사슴이다. 또한 뉴질랜드와 쿠바, 자메이카, 히스파니올라섬, 푸에르토리코, 바하마, 소앤틸리스 제도 그리고 핀란드와 체코, 세르비아 등 유럽의 일부 국가에도 도입되어 서식하고 있다. 아메리카 대륙에서 가장 널리 분포하는 유제류이다.
천적은 퓨마, 늑대, 곰, 울버린, 미시시피악어 다.